# Општина Старкиожд (Прахова)
Старкиожд (рум. Starchiojd) општина је у Румунији у округу Прахова.
Oпштина се налази на надморској висини од 495 m.